# Viktor Arvidsson
Viktor Arvidsson (* 8. April 1993 in Kusmark) ist ein schwedischer Eishockeyspieler, der seit Juli 2024 bei den Edmonton Oilers in der National Hockey League unter Vertrag steht. Zuvor verbrachte der rechte Flügelstürmer sieben Jahre in der Organisation der Nashville Predators und spielte drei Saisons für die Los Angeles Kings. Mit der schwedischen Nationalmannschaft gewann er die Goldmedaille bei der Weltmeisterschaft 2018.

## Karriere
Arvidsson entstammt der Jugendabteilung des Skellefteå AIK, für den er in der Saison 2010/11 sein Debüt in der Elitserien feierte. Nachdem er in den Spielzeiten 2012/13 und 2013/14 jeweils den Schwedischen Meistertitel mit dem Team gewonnen hatte, wurde der 21-Jährige im NHL Entry Draft 2014 in der vierten Runde an 112. Stelle von den Nashville Predators aus der National Hockey League ausgewählt.
Noch im Juli 2014 nahmen die Predators den Schweden unter Vertrag und setzten ihn zunächst in der American Hockey League bei den Milwaukee Admirals ein. Nach überzeugenden Leistungen dort schaffte er noch im Verlauf der Saison 2014/15 den Sprung in den NHL-Stammkader. Sein Durchbruch bei den Predators gelang ihm in der Spielzeit 2016/17, als er bester Torschütze (31) und gemeinsam mit Ryan Johansen bester Scorer (61) des Teams wurde. Zudem erreichte er mit Nashville das Stanley-Cup-Finale, unterlag dort jedoch den Pittsburgh Penguins. Nach dieser Saison unterzeichnete der Schwede einen neuen Siebenjahresvertrag bei den Predators, der ihm ein durchschnittliches Jahresgehalt von 4,25 Millionen US-Dollar einbringen soll.
Am letzten Spieltag der Saison 2018/19 konnte er sein 34. Tor der Spielzeit erzielen und stellte damit einen neuen Rekord für das Franchise auf, wobei er Jason Arnott aus der Saison 2008/09 übertraf.
Im Juli 2021 wurde Arvidsson nach sieben Jahren in Nashville an die Los Angeles Kings abgegeben. Im Gegenzug erhielten die Predators ein Zweitrunden-Wahlrecht für den NHL Entry Draft 2021 sowie ein Drittrunden-Wahlrecht im NHL Entry Draft 2022. Bei den Kings war er drei Jahre aktiv, bis er im Juli 2024 als Free Agent zu den Edmonton Oilers wechselte. In den Playoffs 2025 erreichte der Schwede mit den Oilers das Stanley-Cup-Finale, unterlag dort jedoch mit 2:4 gegen die Florida Panthers.

### International
Auf internationaler Bühne lief Arvidsson bei der World U-17 Hockey Challenge 2010 und beim Ivan Hlinka Memorial Tournament 2010 auf. Dort gewann er jeweils die Bronzemedaille. Bei den Teilnahmen an der U18-Junioren-Weltmeisterschaft 2011 und der U20-Junioren-Weltmeisterschaft 2013 kamen zwei weitere Silbermedaillen hinzu.
Für die A-Nationalmannschaft Schwedens debütierte Arvidsson bei der Euro Hockey Tour 2013/14. Anschließend nahm er mit den Tre Kronor an der Weltmeisterschaft 2018 teil und gewann dort mit dem Team die Goldmedaille.

## Erfolge und Auszeichnungen
| - 2013 Schwedischer Meister mit dem Skellefteå AIK - 2013 Årets junior - 2014 Schwedischer Meister mit dem Skellefteå AIK | - 2015 AHL-Rookie des Monats Januar - 2015 AHL All-Rookie Team - 2015 AHL-Spieler des Monats November |

### International
| - 2010 Bronzemedaille bei der World U-17 Hockey Challenge - 2010 Bronzemedaille beim Ivan Hlinka Memorial Tournament - 2011 Silbermedaille bei der U18-Junioren-Weltmeisterschaft | - 2013 Silbermedaille bei der U20-Junioren-Weltmeisterschaft - 2018 Goldmedaille bei der Weltmeisterschaft |

## Karrierestatistik
Stand: Ende der Saison 2024/25

### International
Vertrat Schweden bei:
| - World U-17 Hockey Challenge 2010 - Ivan Hlinka Memorial Tournament 2010 - U18-Junioren-Weltmeisterschaft 2011 | - U20-Junioren-Weltmeisterschaft 2013 - Weltmeisterschaft 2018 - 4 Nations Face-Off 2025 |

(Legende zur Spielerstatistik: Sp oder GP = absolvierte Spiele; T oder G = erzielte Tore; V oder A = erzielte Assists; Pkt oder Pts = erzielte Scorerpunkte; SM oder PIM = erhaltene Strafminuten; +/− = Plus/Minus-Bilanz; PP = erzielte Überzahltore; SH = erzielte Unterzahltore; GW = erzielte Siegtore; 1 Play-downs/Relegation; Kursiv: Statistik nicht vollständig)